# Bharrat Jagdeo
Bharrat Jagdeo (Demerara, 23 de janeiro de 1964) é um economista e político da Guiana, presidente de seu país de 11 de agosto de 1999 a 3 de dezembro de 2011.
Jagdeo foi reeleito para outro mandato de cinco anos em 28 de agosto de 2006.
Do 26 de novembro de 2010 até 29 de outubro de 2011, Bharrat Jagdeo foi o presidente da União de Nações Sul-Americanas.